# Zlatý kolovrat
Zlatý kolovrat je pátá balada básnické sbírky Kytice Karla Jaromíra Erbena. Jde o jednu z nejznámějších básní sbírky, byla pojata i do filmové verze. Balada začíná optimisticky a radostně, postupně je ale stále více ponurá a chmurná, končí ale opět víceméně šťastně. [zdroj?] Z hlediska stylistického je pro ni charakteristické hojné užívání citoslovcí. Je psána jednoduchou formou aabbc. Balada využívá klasického pohádkového motivu živé vody, která způsobí, že useknuté části k tělu přirostou a tělo oživne. Báseň je tematicky blízká Erbenově Záhořově loži. Obě balady mají pohádkový námět a jsou na motivy viny, vykoupení a pokání.

## Obsah
Balada je rozdělená do šesti částí.
V první je král na lovu v lese. Zabloudí, zabuší na dveře chalupy, aby mu dali napít. Otevře mu nádherná dívka. Král ji požádá o ruku, dívka mu ale sdělí, že stran toho musí požádat její nevlastní matku, která je i s její nevlastní sestrou ve městě.
V druhé části se král vrací, dveře chalupy mu otevře ohyzdná babizna. Král se jí představí a požádá ji o ruku její nevlastní dcery. Babizna mu nabídne svou vlastní dceru, král odmítne, a přikáže jí, aby druhý den na hrad přivedla svou nevlastní dceru.
Ve třetí matka i obě sestry odejdou přes les na královský hrad, nevlastní dceru (Doru) ale po cestě zabijí, vyloupnou jí oči a usekají ruce a nohy, které odnesou s sebou. Vlastní dcera se pak vydává za nevlastní (jsou si k nerozeznání podobné), král si ji vezme, po čase ale odjede do boje. Zatím uloží své ženě, aby pilně předla.
Ve čtvrté najde "stařeček nevídaný" v lese tělo a vyšle "své pachole" na hrad, aby vyměnilo useknuté nohy za zlatý kolovrat. Když pachole nohy přinese, pošle je stařeček znovu se zlatou přeslicí, kterou má vyměnit za ruce. I ty pachole přinese. Do třetice stařeček pošle pachole do hradu se zlatým kuželem, který má vyměnit za oči. Poté Doru  "složí" a oživí ji živou vodou.
V páté se král vrací z války a ptá se své ženy, zda dodržela jeho přání a předla. Žena mu předvádí zlatý kolovrat, král ji žádá, aby na něm upředla zlatou nit. Žena jeho přání vyhoví, kolovrat ale svým vrčením prozradí, že žena zabila svou sestru a spolu se svou matkou podvedla krále. Král se zděsí a vydá se hledat do lesů Doru.
V šesté části král Doru nalezne a vezme si ji za ženu, zatímco jak matku, tak sestru nechá velmi krutě potrestat: dá jim vyloupnout oči, usekat končetiny a hodit to všechno vlkům. Zlatý kolovrat zmizí.

## Úryvek
Okolo lesa pole lán,

hoj jede, jede z lesa pán,

na vraném bujném jede koni,

vesele podkovičky zvoní,

jede sám a sám.
A před chalupou s koně hop

a na chalupu: klop, klop, klop!

„Hola hej! otevřte mi dvéře,

zbloudil jsem při lovení zvěře,

dejte vody pít!“

## Tradiční obrozenecký výklad
Dora = český národ,

Manželství s králem = jeho suverenita,

Macecha, nevlastní sestra = Habsburská monarchie

Stařeček, pachole = čeští vlastenci